# Selenophorus implicans
Selenophorus implicans är en skalbaggsart som beskrevs av Thomas Casey. Selenophorus implicans ingår i släktet Selenophorus och familjen jordlöpare. Inga underarter finns listade i Catalogue of Life.